# Leandrinho (football, 2005)
Pour les articles homonymes, voir Leandrinho.
Leandro Viana da Silva Gama, né le 17 mars 2005 à Rio de Janeiro, est un footballeur brésilien. Il joue au poste d'arrière gauche à Al-Shabab en prêt de Vasco da Gama. 

## Carrière

### En club
Né à Rio de Janeiro, il rejoint l'académie de Vasco da Gama en 2012 à l'âge de 7 ans. Le 6 septembre 2021, il signe son premier contrat professionnel jusqu'au mois de juin 2025.
Le 18 janvier 2024, il fait ses débuts avec l'équipe première dans le championnat de Rio de Janeiro  contre le Boavista SC et marque le deuxième but lors de la victoire de son équipe 2-0. Six jours plus tard, il prolonge son contrat jusqu'au janvier 2027.
Il fait ses débuts en championnat le 22 juin 2024 en entrant à la place de Lucas Piton et inscrit le troisième but de son équipe qui bat São Paulo 4-1. 
Le 29 janvier 2025, il rejoint Al-Shabab pour un prêt de six mois . Il joue son premier match le 25 février en championnat contre Al-Raed et son club s'impose 2-1.

### En sélection
Avec les moins de 20 ans, il participe au Championnat de la CONMEBOL en 2025 au Venezuela. Il joue 6 matchs pendant ce tournoi et le Brésil remporte le titre.

## Palmarès
- Vainqueur du Championnat de la CONMEBOL des moins de 20 ans en 2025